# Spore (album)
Spore è un album dei Marlene Kuntz, pubblicato nel 2001 esclusivamente per il mercato europeo, difficilmente reperibile in Italia.

## Tracce
1. Cara è la fine
2. Quasi 2001
3. Canzone di domani (2001 version)
4. La canzone che scrivo per te (feat. Skin)
5. Sonica (2001 version)
6. Nuotando nell'aria (2001 version)
7. L'odio migliore
8. Come stavamo ieri (Teho Remix)
9. Trasudamerica (2001 version)
10. Chi mi credo di essere
11. Il vile
12. Ape Regina
13. La mia promessa
14. Cometa

## Formazione
- Cristiano Godano - voce e chitarra
- Riccardo Tesio - chitarra
- Dan Solo - basso
- Luca Bergia - batteria